# لامبرتو ديني
لامبرتو ديني (بالإيطالية: Lamberto Dini) ـ (ولد في 1 مارس 1931) هو سياسي واقتصادي إيطالي، شغل منصب رئيس وزراء إيطاليا عامي 1995 و1996، وهو الحادي والخمسين في ترتيب رؤساء وزراء إيطاليا، كما شغل منصب وزير الخارجية بين عامي 1996 و2001.

## روابط خارجية
- لامبرتو ديني على موقع الموسوعة البريطانية (الإنجليزية)
- لامبرتو ديني على موقع مونزينجر (الألمانية)